# Youcat – Molitvenik za mlade
YouCat (Youth Catechism) je katolički molitvenik za mlade. Izašao je nakon velika uspjeha i prihvaćenosti prethodnika Youcat – Katekizam za mlade. Djelo je bilo vrlo prodavano u Hrvatskoj. Mladima ovaj molitvenk pomaže živjeti svoju vjeru u svakodnevici. Nudeći duhovno blago vjere ovaj jedinstveni molitvenik sadrži moderne, svježe molitve koje se izmjenjuju s velikim, drevnim molitvama iz Svetoga pisma te s molitvama svetaca i duhovnih velikana iz kršćanske povijesti. Kako bi mladima bio od što veće koristi, Youcat – Molitvenik za mlade u uvodnomu dijelu donosi kratku i vrlo poticajnu školu molitve u 10 koraka. Potom slijedi prvi dio koji sadrži dvotjedni molitveni ciklus. Drugi dio Youcat – Molitvenika za mlade daje poticaj na temu "Moliti životom", a u njemu su sadržane posebne molitve Presvetomu Trojstvu, potom molitve  klanjanja i zahvaljivanja, molitve za opraštanje, molitve za druge, molitve u trenutcima nevolje, molitve za ljubav, molitve Blaženoj Djevici Mariji te molitve za mnoge druge nakane i u različitim životnim prigodama. Molitvenik je privlačno ilustriran, sadrži i brojne fotografije mladih ljudi iz cijeloga svijeta, a tu su i nadahnjujući citati duhovnih velikana i svetaca o molitvi. Na hrvatski ga je preveo Ante Mateljan i objavljen je 2012. godine.